# Perilissus impunctatus
Perilissus impunctatus là một loài tò vò trong họ Ichneumonidae.